# آلبالات د لا ریبرا
آلبالات د لا ریبرا (به اسپانیایی: Albalat de la Ribera) یک شهرستان در اسپانیا است که در Ribera Baixa واقع شده‌است.

## خصوصیات
آلبالات د لا ریبرا ۱۴٫۳ کیلومترمربع مساحت و ۳٬۵۴۱ نفر جمعیت دارد و ۱۴ متر بالاتر از سطح دریا واقع شده‌است.